# Азовська селищна рада
Азо́вська се́лищна ра́да — адміністративно-територіальна одиниця та орган місцевого самоврядування у Джанкойському районі Автономної Республіки Крим. Адміністративний центр — селище міського типу Азовське.

## Загальні відомості
- Населення ради: 3 811 особа (станом на 1 січня 2011 року)

## Населені пункти
Селищній раді підпорядковані населені пункти:
- смт Азовське

## Склад ради
Рада складається з 24 депутатів та голови.
- Голова ради: Волобуєв Дмитро Миколайович
- Секретар ради: Опалинська Анжеліка Вікторівна

### Керівний склад попередніх скликань
| Прізвище, ім'я, по батькові | Основні відомості                                                        | Дата обрання | Дата звільнення |
| --------------------------- | ------------------------------------------------------------------------ | ------------ | --------------- |
| Разінков Віктор Олексійович | Селищний голова, 1952 року народження, член Партії регіонів              | 26.03.2006   | 31.10.2010      |
| Волобуєв Дмитро Миколайович | Селищний голова, 1977 року народження, освіта вища, член Партії регіонів | 31.10.2010   |                 |

Примітка: таблиця складена за даними сайту Верховної Ради України

### Депутати
За результатами місцевих виборів 2010 року депутатами ради стали:

#### За суб'єктами висування
| Суб'єкт висування | Кількість обраних депутатів | %    |
| ----------------- | --------------------------- | ---- |
| Самовисування     | 16                          | 66,7 |
| Партія регіонів   | 8                           | 33,3 |

#### За округами
| № округу        | Прізвище, ім'я, по батькові       | Дата визнання обраним | Освіта             | Партійна приналежність      | Відомості про обраного депутата                                              |
| --------------- | --------------------------------- | --------------------- | ------------------ | --------------------------- | ---------------------------------------------------------------------------- |
| Партія регіонів |                                   |                       |                    |                             |                                                                              |
| 2               | Меляєва Тетяна Іреківна           | 10.11.2010            | вища               | позапартійна                | Азовський УВК, вчитель                                                       |
| 5               | Федорова Валентина Василівна      | 10.11.2010            | середня спеціальна | позапартійна                | ТОВ «Азовчане», робітник                                                     |
| 8               | Плахова Тетяна Михайлівна         | 10.11.2010            | середня            | позапартійна                | ТОВ «Азовчане», робітник                                                     |
| 15              | Луковніков Сергій Михайлович      | 10.11.2010            | вища               | член Партії регіонів        | Джанкойський РЄС, майстер                                                    |
| 18              | Балушкіна Лариса Павлівна         | 10.11.2010            | середня            | член Партії регіонів        | ДРЦДЮТ, завгосп                                                              |
| 19              | Калініченко Олена Петрівна        | 10.11.2010            | середня спеціальна | член Партії регіонів        | відділення соцдопомоги пенсіонерам та самотнім громадянам дома, завідувачка  |
| 20              | Вишняк Валерій Георгійович        | 10.11.2010            | середня            | член Партії регіонів        | пенсіонер                                                                    |
| 24              | Лежніна Світлана Семенівна        | 10.11.2010            | вища               | член Партії регіонів        | Азовська селищна бібліотека, бібліотекар                                     |
| Самовисування   |                                   |                       |                    |                             |                                                                              |
| 1               | Решитова Фатима Ільясівна         | 10.11.2010            | вища               | позапартійна                | Азовська РБ, завідувачка поліклиники                                         |
| 3               | Ахмадалієв Решат Анварович        | 10.11.2010            | середня            | позапартійний               | приватний підприємець                                                        |
| 4               | Джапаров Енвер                    | 10.11.2010            | середня спеціальна | позапартійний               | тимчасово не працює                                                          |
| 6               | Олійник Юлія Володимирівна        | 10.11.2010            | вища               | позапартійна                | Азовська дільниця ДУВГ, гидрометріст                                         |
| 7               | Решітов Нариман Менсутович        | 10.11.2010            | вища               | член Народного Руху України | Майська загальноосвітня школа з кримсько-татарською мовою навчання, директор |
| 9               | Говоренко Юрій Костянтинович      | 10.11.2010            | середня спеціальна | позапартійний               | приватний підприємець                                                        |
| 10              | Білозоров Олександр Олександрович | 10.11.2010            | незакінчена вища   | позапартійний               | приватний підприємець                                                        |
| 11              | Кругова Людмила Володимирівна     | 10.11.2010            | середня спеціальна | член Партії регіонів        | пенсіонер                                                                    |
| 12              | Куртнезіров Руслан Закіріяйович   | 10.11.2010            | вища               | позапартійний               | Майська загальноосвітня школа з кримсько-татарською мовою навчання, вчитель  |
| 13              | Покотило Тетяна Миколаївна        | 10.11.2010            | вища               | позапартійна                | Азовська селищна рада, головний бухгалтер                                    |
| 14              | Каширіна Лідія Федорівна          | 10.11.2010            | середня спеціальна | член Партії регіонів        | тимчасово не працює                                                          |
| 16              | Нафєєва Мавіле Аметівна           | 10.11.2010            | вища               | позапартійна                | тимчасово не працює                                                          |
| 17              | Чумаченко Антоніда Миколаївна     | 10.11.2010            | середня            | позапартійна                | Придніпровська залізниця ст. Азовська, квітковий касир                       |
| 21              | Якимчук Алла Іванівна             | 10.11.2010            | вища               | член Партії регіонів        | Азовська РБ, інспектор по кадрам                                             |
| 22              | Аблаєва Аліє Хайруллаївна         | 10.11.2010            | вища               | позапартійна                | Майська загальноосвітня школа з кримсько-татарською мовою навчання, вчитель  |
| 23              | Опалинська Анжеліка Вікторівна    | 10.11.2010            | вища               | позапартійна                | Азовська селищна рада, секретар ради                                         |